# LWJGL
LWJGL(Light Weight Java Game Library)는 자바를 위한 오픈 소스 게임 개발 라이브러리이다.
2014년 11월 13일, 기존의 LWJGL 버전을 완전히 다시 쓴 LWJGL 3 제작을 발표하였고 2015년 4월 17일 알파 버전을 공개하였다. 전 버전 보다 더 많은 라이브러리를 포함하고 있으며 오큘러스 리프트 소프트웨어 제작을 위한 라이브러리 또한 포함하고 있다.

## 바인딩
| 바인딩             | 설명                                                                            | 참고                                                                                  |
| ------------------ | ------------------------------------------------------------------------------- | ------------------------------------------------------------------------------------- |
| EGL                | 크로노스 렌더링 API와, 기반이 되는 네이티브 플랫폼 윈도 시스템 간의 인터페이스. |                                                                                       |
| OpenCL             | 크로스 플랫폼 병렬 컴퓨팅용 API.                                                |                                                                                       |
| OpenGL             | 대부분의 GPU 벤더들이 구현한 3D 그래픽스 구현체.                                | 대부분의 확장 기능들이 지원되지만 요청에 따라 덜 유명한 확장 기능들이 추가될 수 있다. |
| OpenGL ES          | 휴대 전화, 태블릿, 콘솔 등 임베디드 시스템을 위한 OpenGL.                       |                                                                                       |
| 벌컨               | 차기 크로스 플랫폼 3D 그래픽스 API.                                             |                                                                                       |
| GLFW               | OpenGL 및 벌컨 컨텍스트, 사용자 입력을 관리하는데 필요한 창 관리 라이브러리.    |                                                                                       |
| JAWT               | AWT 네이티브 인터페이스.                                                        |                                                                                       |
| nfd                | 크기가 작은 크로스 플랫폼 네이티브 파일 다이얼로그 라이브러리.                  |                                                                                       |
| tinyfd             | 크기가 작은 네이티브 다이얼로그 라이브러리.                                     |                                                                                       |
| OpenAL             | 3차원 오디오 API.                                                               | ALC 및 기타 확장 지원함.                                                              |
| OpenAL Soft        | OpenAL의 자유 라이선스 소프트웨어 구현체.                                       |                                                                                       |
| bgfx               | 다중 그래픽스 백엔드를 지원하는 크로스 플랫폼 렌더링 라이브러리.                |                                                                                       |
| LibOVR             | 오큘러스 리프트 SDK의 API.                                                      |                                                                                       |
| NanoVG             | OpenGL을 사용한 2D 벡터 그래픽스 렌더링 라이브러리.                             |                                                                                       |
| Nuklear            | 단순 GUI 라이브러리.                                                            |                                                                                       |
| par shapes         | 파라메트릭 및 기타 단순 도형 생성기.                                            |                                                                                       |
| STB                | 이미지, 사운드, 글꼴을 로드하기 위한 가벼운 싱글 파일 라이브러리.               |                                                                                       |
| dyncall            | 포터블한 방식으로 동적으로 C 함수를 호출하기 위한 라이브러리.                   |                                                                                       |
| C 동적 메모리 할당 | 저급(Low-level) 메모리 관리.                                                    |                                                                                       |
| LMDB               | 메모리 맵 파일을 이용한 고속 데이터베이스 라이브러리.                           |                                                                                       |
| xxHash             | 고속 해시 알고리즘.                                                             |                                                                                       |
| VMA                | 벌컨 그래픽스 API용 메모리 할당자                                               |                                                                                       |

## 저명한 사용
- 마인크래프트[4]

## 같이 보기
- JMonkeyEngine, LWJGL 로 제작한 게임 엔진
- 마인크래프트, LWJGL 로 제작한 유명한 게임